# Opodepe
Opodepe är en kommun i Mexiko.   Den ligger i delstaten Sonora, i den nordvästra delen av landet, 1 700 km nordväst om huvudstaden Mexico City.
Följande samhällen finns i Opodepe:
- Merésichic